# Verdalle
Verdalle település Franciaországban, Tarn megyében. Lakosainak száma 1026 fő (2022. január 1.). Verdalle Arfons, Dourgne, Escoussens, Lescout, Massaguel, Saint-Affrique-les-Montagnes, Saint-Avit, Soual és Viviers-lès-Montagnes községekkel határos.

## Népesség
A település népessége az elmúlt években az alábbi módon változott:
| Lakosok száma | 965  | 997  | 1165 | 992  | 1003 | 1009 | 1015 | 1023 | 1026 |
|               | 2013 | 2015 | 2016 | 2017 | 2018 | 2019 | 2020 | 2021 | 2022 |